# Zofijówka (Lublin)
Pour les articles homonymes, voir Zofijówka.
Zofijówka (prononciation : [zɔfiˈjufka]]) est un village polonais de la gmina de Wojcieszków dans le powiat de Łuków de la voïvodie de Lublin dans l'est de la Pologne.
Le village comptait approximativement une population de 55 habitants en 2009.

## Histoire
De 1975 à 1998, le village est attaché administrativement à l'ancienne voïvodie de Siedlce.

Depuis 1999, il fait partie de la nouvelle voïvodie de Lublin.